# Оленегорск (станция)
Оленегорск — железнодорожная станция в городе Оленегорск.

## История
В 1916 году станция Оленья была возведена в составе Мурманской железной дороги, ведущей к Романову-на-Мурмане.
В мае 1936 года железнодорожная станция Оленья становится узловой, а 27 августа 1939 года образовывается Оленьевский сельсовет с посёлком при станции. В 1957 году построено одноэтажное здание вокзала по типовому послевоенному проекту.
В 1983 году переименована в Оленегорск, по названию расположенного рядом города, при этом расписания и имя на вокзале сменили намного позже.

## О станции
Станция имеет 17 путей, среди которых 3 — пассажирских и расположены у платформ. На станции совершают остановку поезда дальнего следования и пригородные поезда Северо-западной пригородной пассажирской компании.
Имеет направления: в сторону Апатитов, в сторону Мурманска и в сторону Мончегорска.
Ветка на Мончегорск грузовая и ведёт далее к Металлургическому заводу. До начала 1990-х на ветке действовало пригородное сообщение.
Также от станции отходит неэлектрифицированная ветка на военную авиабазу «Оленья» в посёлке Высокий. С северо-запада к станции примыкают пути Оленегорского ГОКа.

## Поезда дальнего следования
| Круглогодичное обращение поездов | Круглогодичное обращение поездов | Круглогодичное обращение поездов | Круглогодичное обращение поездов |
| № поезда                         | Маршрут движения                 | № поезда                         | Маршрут движения                 |
| -------------------------------- | -------------------------------- | -------------------------------- | -------------------------------- |
| 15 "Арктика"                     | Мурманск — Москва                | 16 "Арктика"                     | Москва — Мурманск                |
| 21                               | Мурманск — Санкт-Петербург       | 22                               | Санкт-Петербург — Мурманск       |
| 65                               | Мурманск — Минск                 | 66                               | Минск — Мурманск                 |
| 91                               | Мурманск — Москва                | 92                               | Москва — Мурманск                |
| 373                              | Мурманск — Вологда               | 374                              | Вологда — Мурманск               |

| Сезонное обращение поездов | Сезонное обращение поездов | Сезонное обращение поездов | Сезонное обращение поездов |
| № поезда                   | Маршрут движения           | № поезда                   | Маршрут движения           |
| -------------------------- | -------------------------- | -------------------------- | -------------------------- |
| 225                        | Мурманск — Адлер           | 226                        | Адлер — Мурманск           |
| 241                        | Мурманск — Москва          | 242                        | Москва — Мурманск          |
| 285                        | Мурманск — Новороссийск    | 286                        | Новороссийск — Мурманск    |
| 293                        | Мурманск — Анапа           | 294                        | Анапа — Мурманск           |

| 6367 | Мурманск — Апатиты |
| 6368 | Апатиты — Мурманск |